# Brachyplatycerus minutum
Brachyplatycerus minutum är en stekelart som beskrevs av De Santis 1972. Brachyplatycerus minutum ingår i släktet Brachyplatycerus och familjen sköldlussteklar. Inga underarter finns listade.